# Ріпки
Рíпки — селище в Україні, адміністративний центр Ріпкинської селищної громади Чернігівського району Чернігівської області, у чернігівському Поліссі. Населення становить 5,3 тисяч жителів. До 2020 року Ріпкинській селищній раді було підпорядковане село Глиненка.

## Історія

Герб Бакуринських

Вперше згадується у 1607 році. Населення брало активну участь у національно-визвольній боротьбі під проводом Богдана Хмельницького. Входило до складу Роїської сотні (с. Роїще під Черніговом) Чернігівського полку.
11 березня 1863 р.  тимчасово-зобов'язані селяни містечка Ріпки, що у володінні Олександра Петровича Бакуринського на сході вирішили почати процедуру  викупу своєї землі, а саме 26 десятин садибної та 252 польової землі, всього 279 десятин.  А за це  від всієї решти землі, що була в їхньому користуванні, вони навіки відмовлялися .
На початку XIX століття — волосний центр. У 1905—1907 роках відбувалися революційні виступи селян.
1923 - містечко стало адміністративним центром Ріпкинського району Чернігівської округи, 644 двори, 3583 мешканця.
У 1943 році діяв підпільний райком компартії та партизанський загін. 26 вересня 1943 року радянською арміє знову було тимчасово окуповано смт Ріпки і вигнано нацистських загарбників.
З 1958 року Ріпки набуло статусу селища міського типу.
12 червня 2020 року, відповідно до розпорядження Кабінету Міністрів України № 730-р «Про визначення адміністративних центрів та затвердження територій територіальних громад Чернігівської області», селище є адміністративним центром Ріпкинської селищної громади.
19 липня 2020 року, в результаті адміністративно-територіальної реформи та ліквідації Ріпкинського району, селище Ріпки увійшло до складу новоутвореного Чернігівського району.

## Російське вторгнення в Україну (з 2022)
У березні 2022 року керівник районного товариства мисливців Анатолій Кульгейко в селищі Ріпки Чернігівської області знищив російських окупантів, які увірвались до нього в помешкання і вимагали списки місцевих мисливців. Кульгейко підірвав ручну гранату, при цьому сам загинув.
Мешканці селища виходили до 2 тисяч осіб на спротив російським окупантам.

## Населення
Чисельність населення:
| 1959 | 1979 | 1989 | 2001 | 2011 | 2016 | 2018 | 2019 | 2020 | 2022 |
| ---- | ---- | ---- | ---- | ---- | ---- | ---- | ---- | ---- | ---- |
| 5297 | 6319 | 7440 | 8006 | 7458 | 7226 | 7174 | 7015 | 6923 | 6643 |

### Мова
Розподіл населення за рідною мовою за даними перепису 2001 року:
| Мова            | Кількість | Відсоток |
| --------------- | --------- | -------- |
| українська      | 7477      | 94.92 %  |
| російська       | 367       | 4.66 %   |
| білоруська      | 27        | 0.34 %   |
| інші/не вказали | 6         | 0.08 %   |
| Усього          | 7877      | 100 %    |

## Економіка
У селищі Ріпки діють наступні підприємства:
- Агропідприємство «ДЖАЛ» (спеціалізується на вирощуванні зернових культур, крім рису, бобових культур та насіння олійних культур).
- Агрофірма «Курча Полісся» (вид діяльності: розведення птиці)[12].
- ТОВ «Сож-Агро АГ» (вид діяльності: розведення інших тварин)[13]
- Мале приватне підприємство «Вікторія». Вид діяльності: вирощування зернових культур[14].
- Селянське (фермерське) господарство «Нивки» (вид діяльності: вирощування зернових культур)[15].
- Селянське (фермерське) господарство «Росинка» (вид діяльності: вирощування зернових культур)[16].
- Колективне сільськогосподарське підприємство «Контакт» (вид діяльності: вирощування зернових культур)[17].

## Транспорт
Через селище пролягає автошлях міжнародного значення М01E95.
На південному заході знаходиться залізнична станція Голубичі Київської дирекції Південно-Західної залізниці на неелектрифікованій лінії Чернігів — Горностаївка.

## Ріпкинський історико-краєзнавчий музей

Світлини краєзнавчого музею
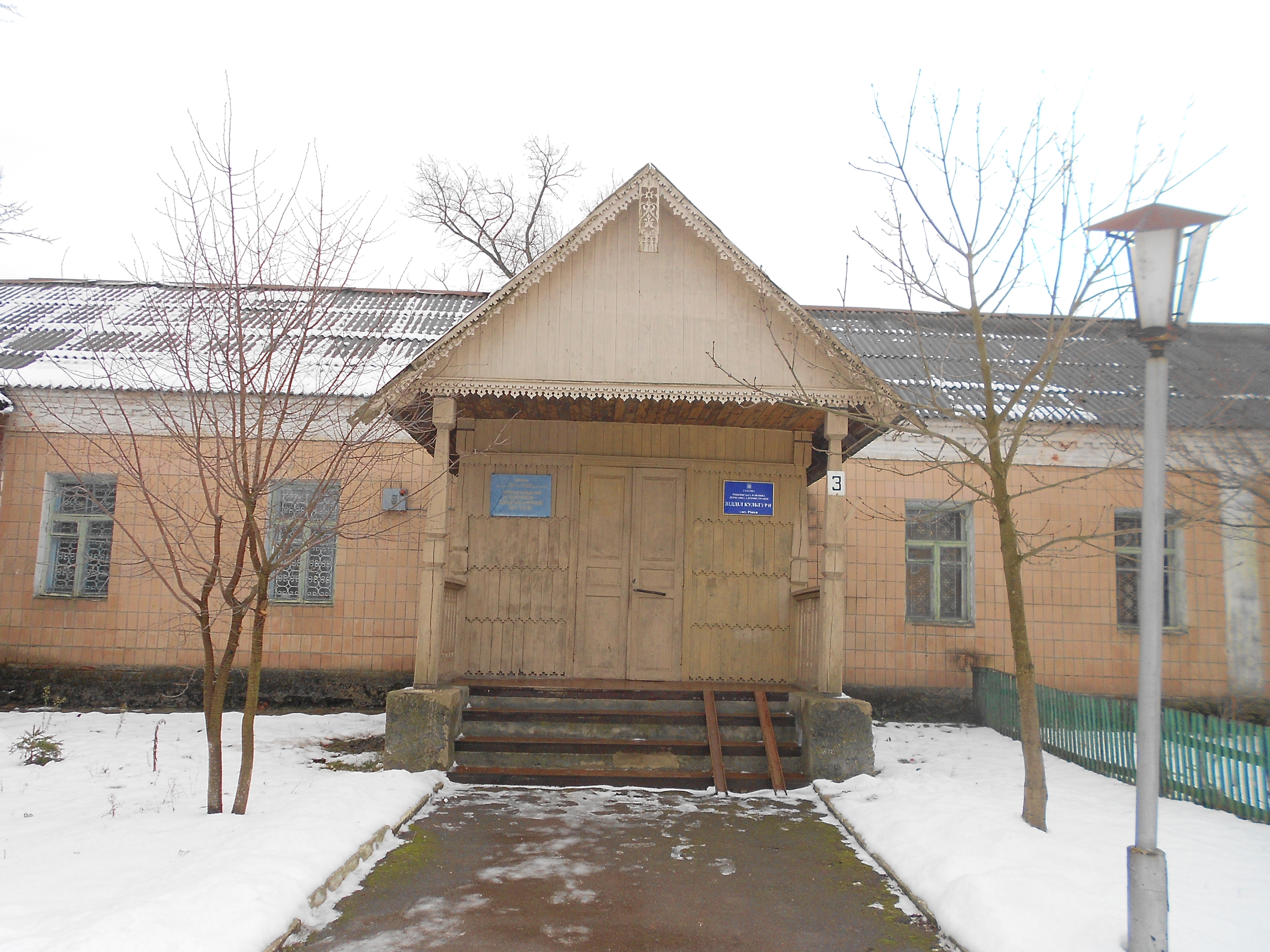
Історико-краєзнавчий музей
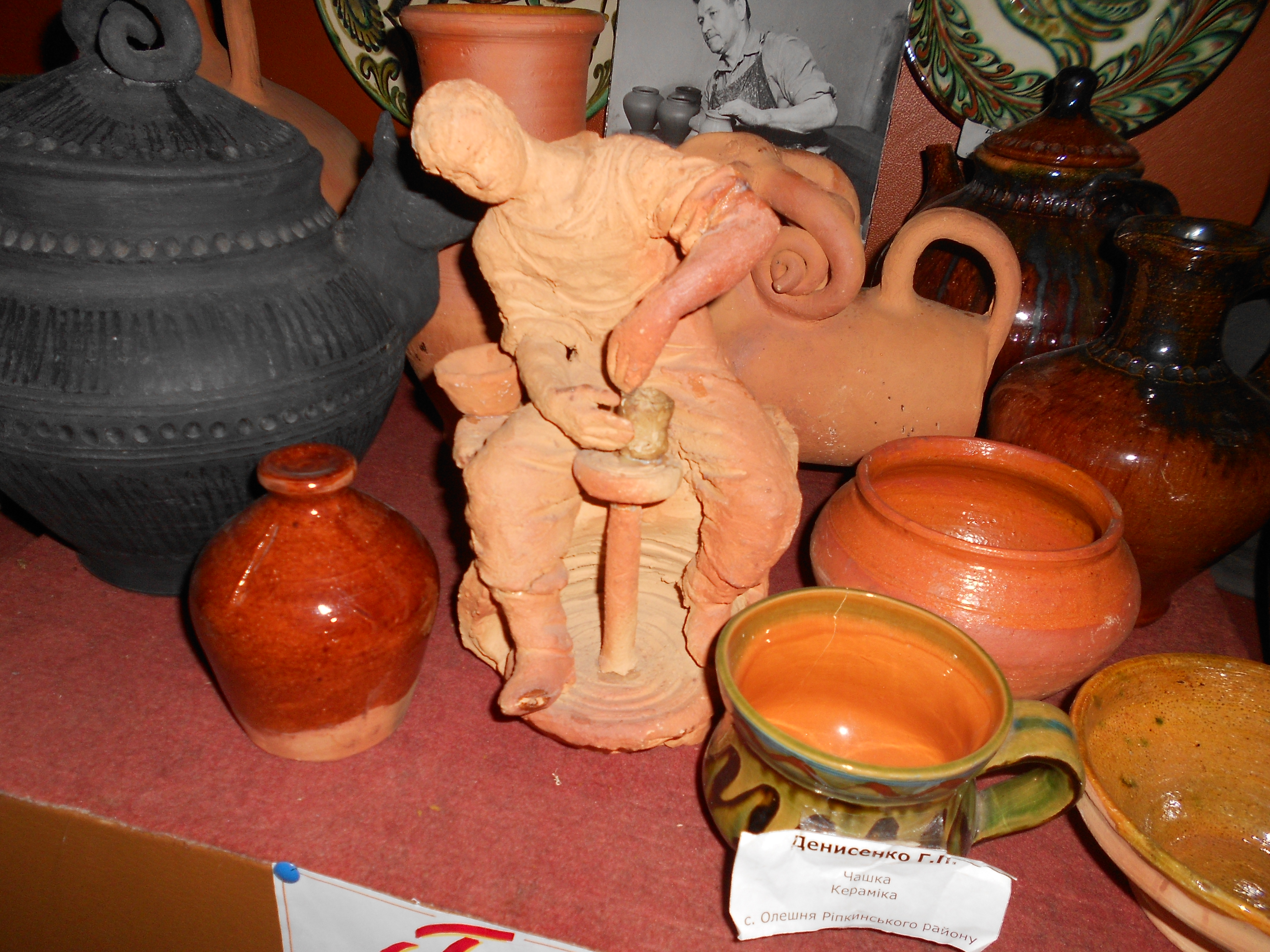
Гончар
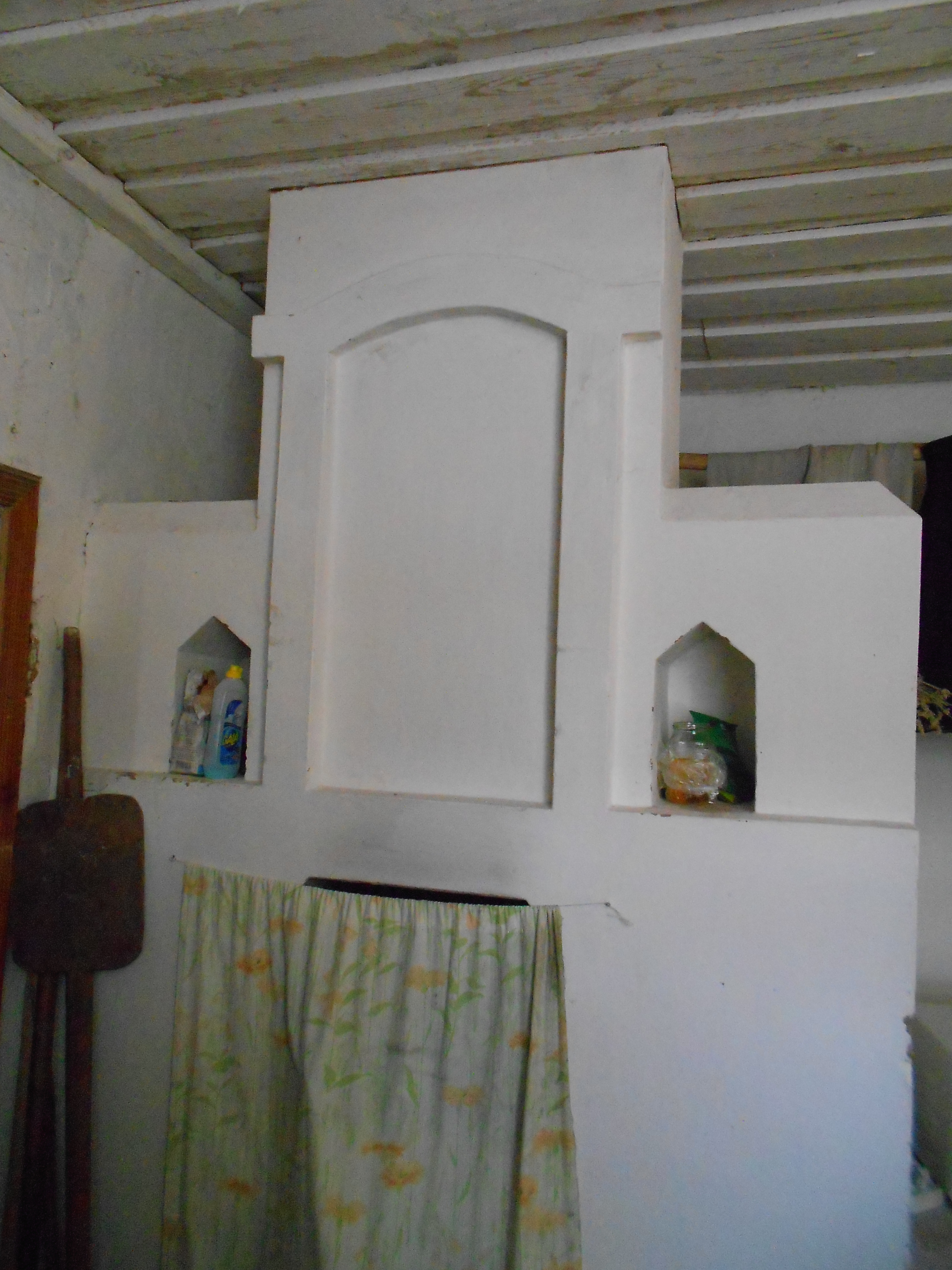
Піч у натуральну величину
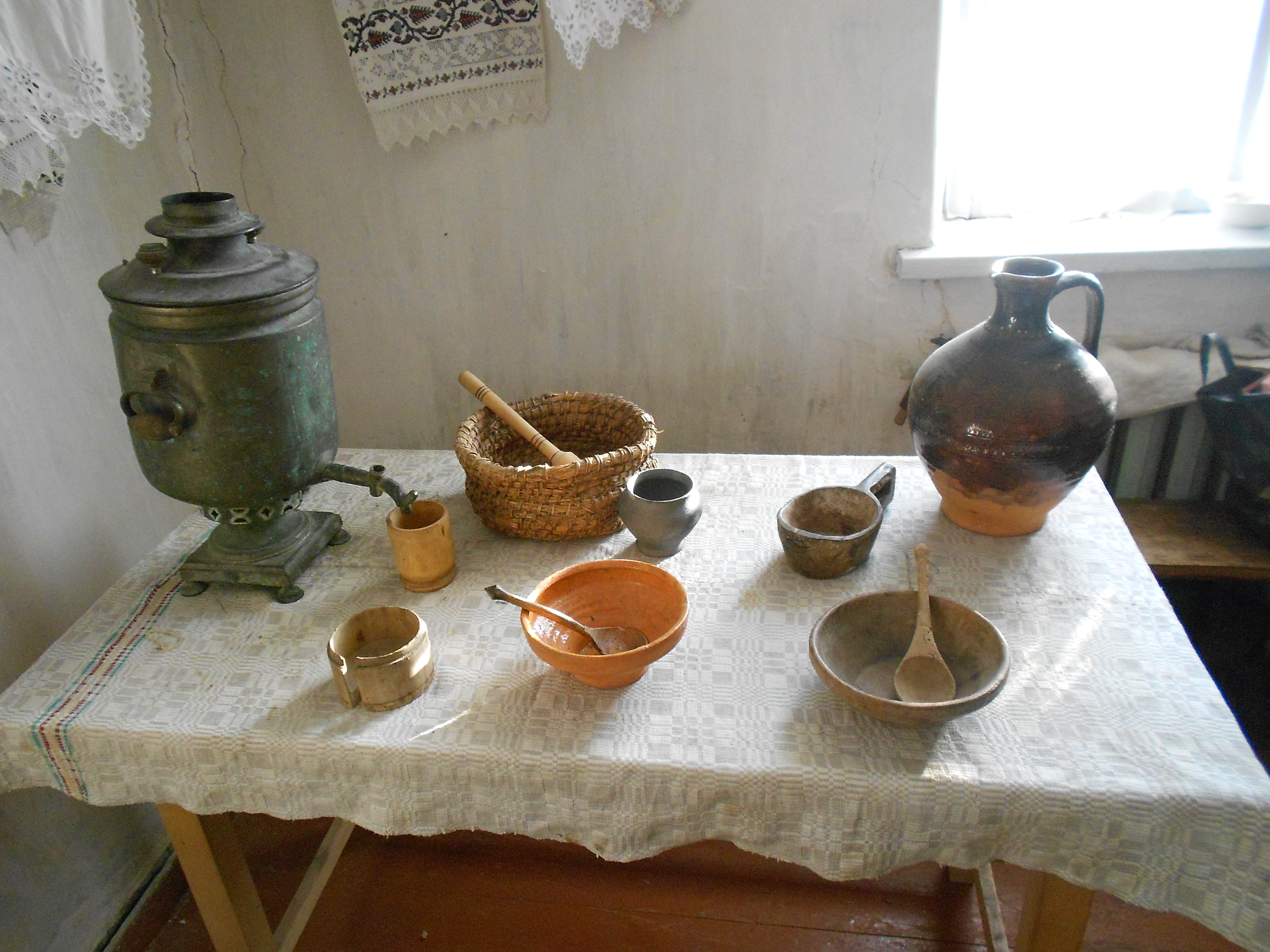
Стіл із дерев'яним посудом
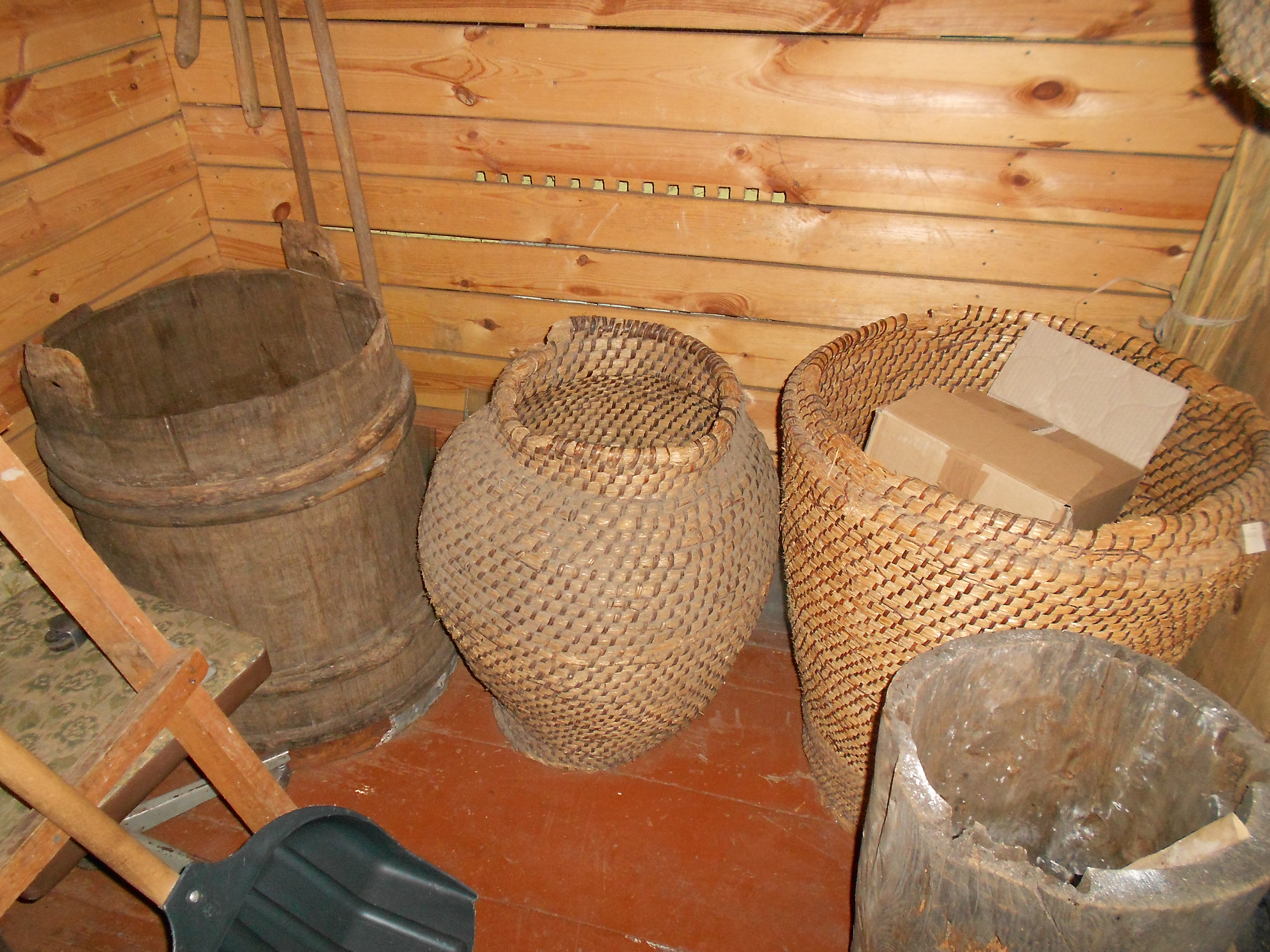
Плетені діжки
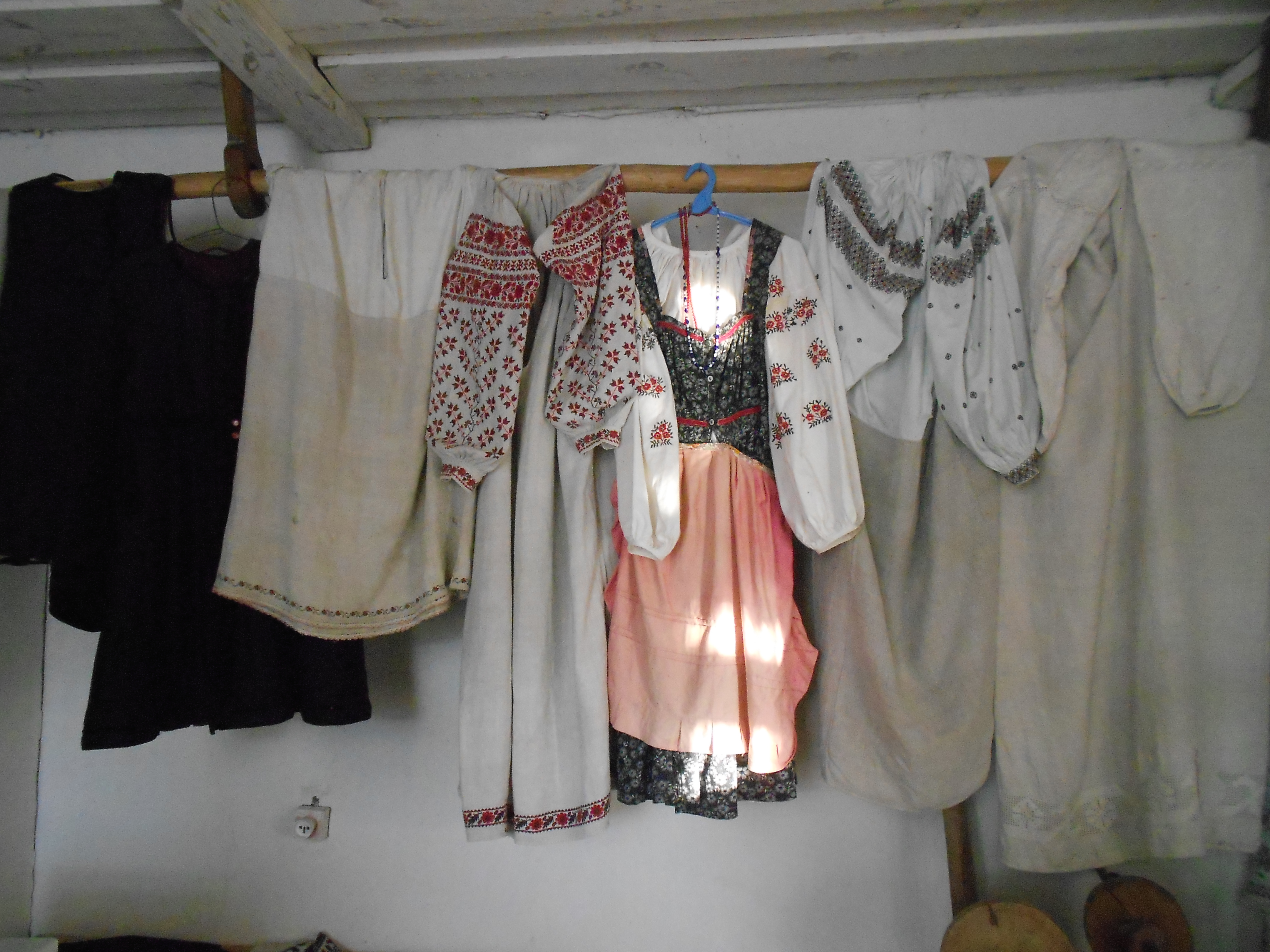
Вишиванки

## Відомі особи
- Антоній (Стаховський)  — архієпископ Чернігівський, префект Чернігівського колегіуму, митрополит Тобольський та всього Сибіру.
- Батяй Володимир Данилович (1925—1997) — радянський скульптор.
- Горлач Леонід Никифорович (нар. 1941) — поет, письменник, громадський діяч, лауреат Шевченківської премії.
- Кульгейко Анатолій — керівник мисливського господарства, коли росіяни хотіли його заарештувати, підірвав їх гранатою, і сам при цьому загинув.
- Кедровський Олег Іванович (1939—2005) — доктор філософських наук.
- Кривопуск Олена Миколаївна (нар. 1964) — заслужений працівник освіти України[18].
- Куриленко Дмитро Олександрович (1992—2014) — солдат, загинув при виконанні бойових обов'язків, під час АТО. Іменем Дмитра Куриленка названо одну з вулиць в селищі Ріпки.
- Мізецька Ірина Борисівна (1911—1994) — український хімік, доктор хімічних наук (1972), професор (1981).
- Рожок Сергій Володимирович (1985—2024) — український футболіст, півзахисник, колишній гравець юнацьких та молодіжної збірних команд України. Учасник російсько-української війни[19].
- Шелупець Дмитро Вікторович (1989—2015) — старший солдат Збройних сил України, загинув у боях за Донецький аеропорт.
- Гриценко Марина Віталіївна (1986—2025) — українська військовослужбовиця, медик 1 ШБ, 3 ОШБр [20]

## Галерея

Краєвиди селища Ріпки
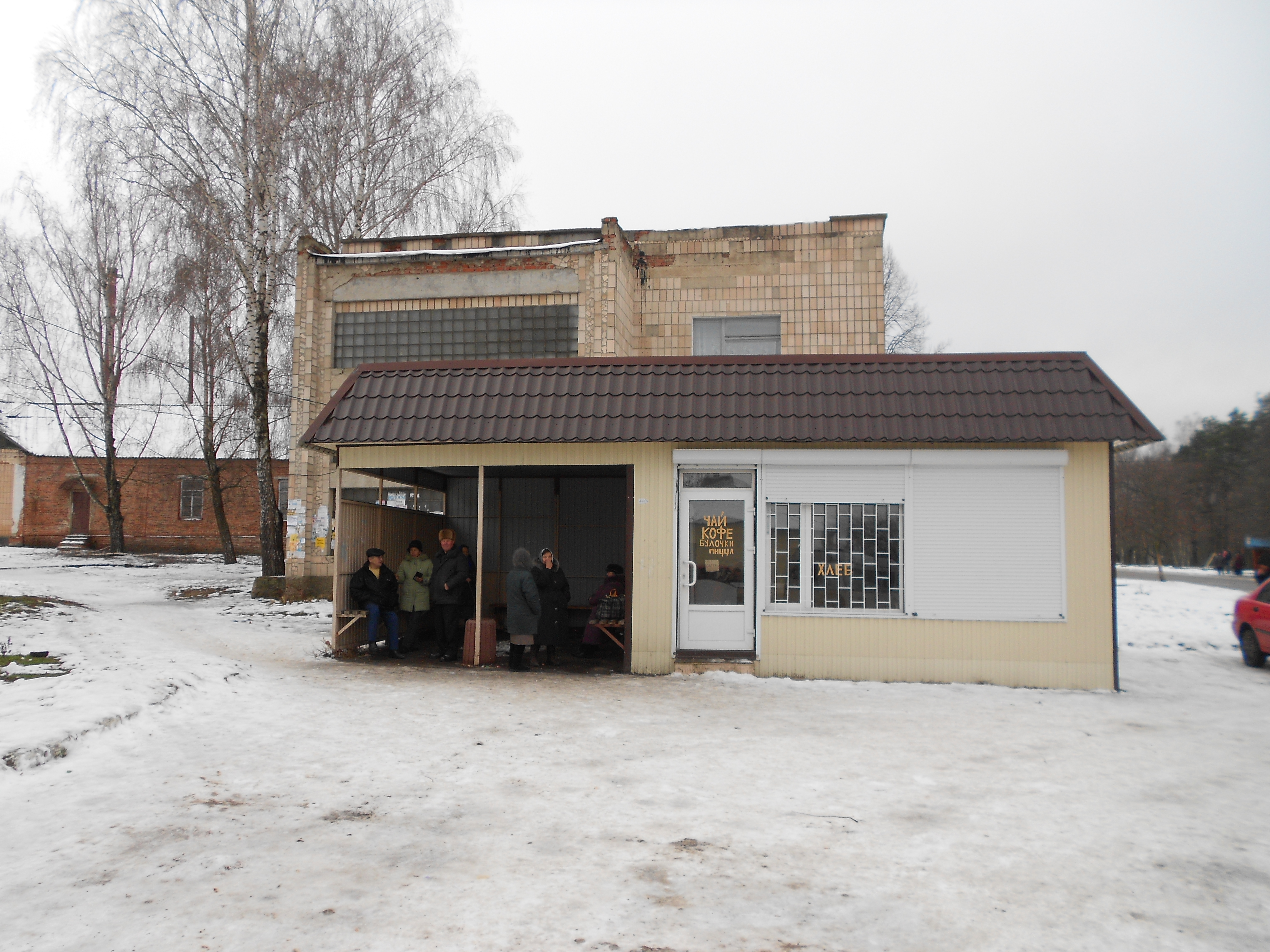
Автостанція селища Ріпки
Пам'ятний знак на честь Мартина Небаби
Пам'ятник борцям за волю України
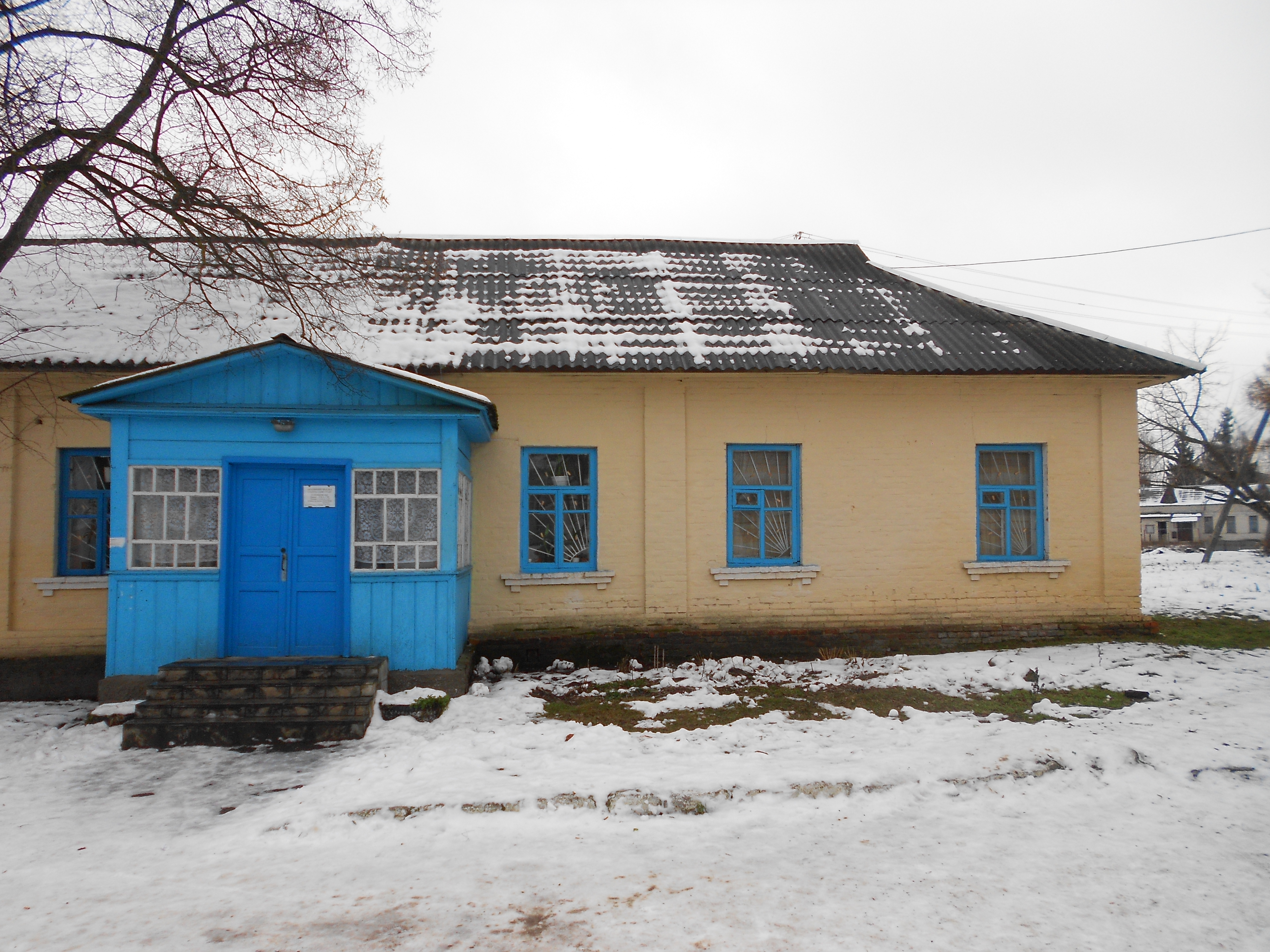
Архівний відділ
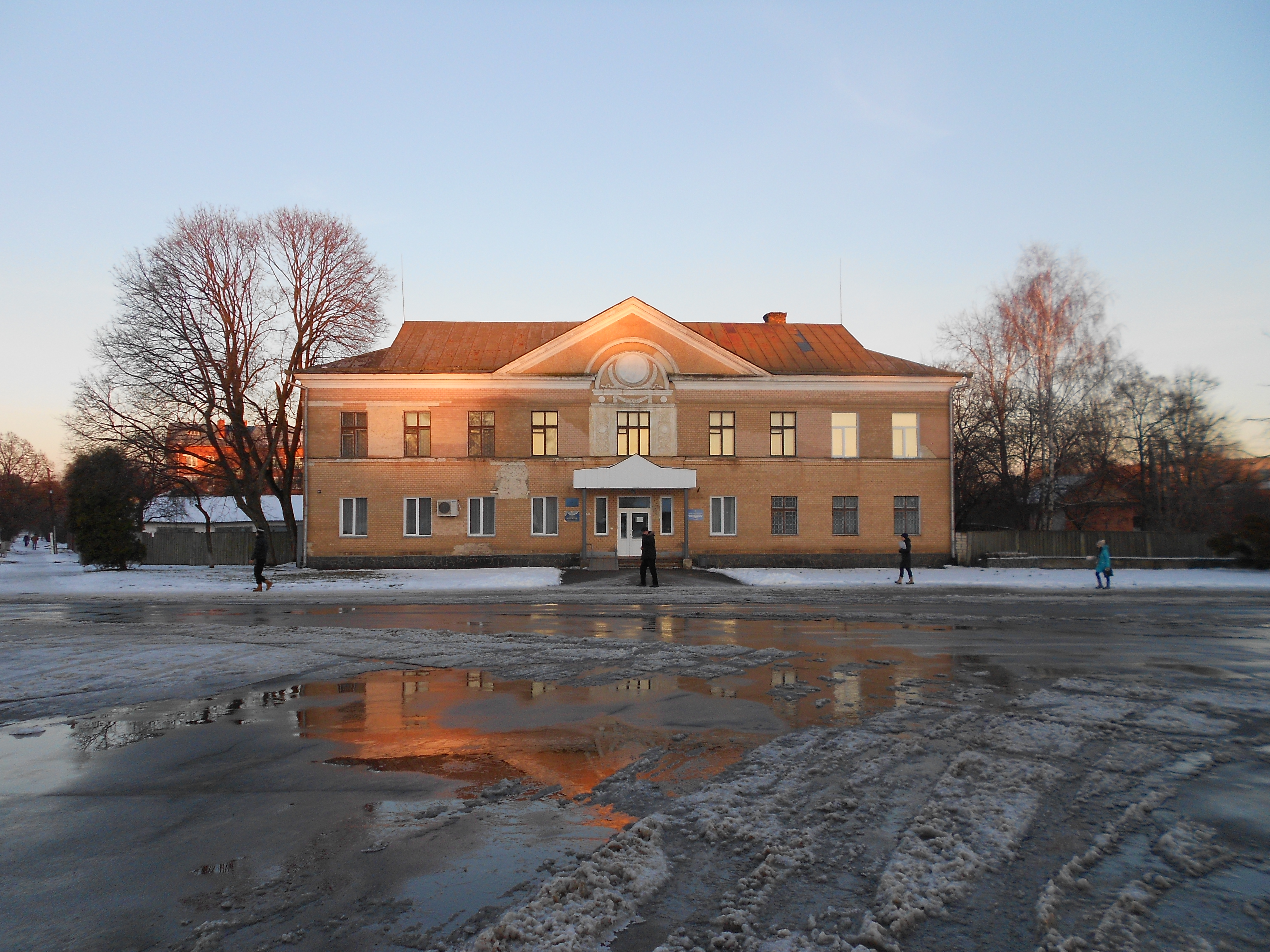
Редакція місцевої газети
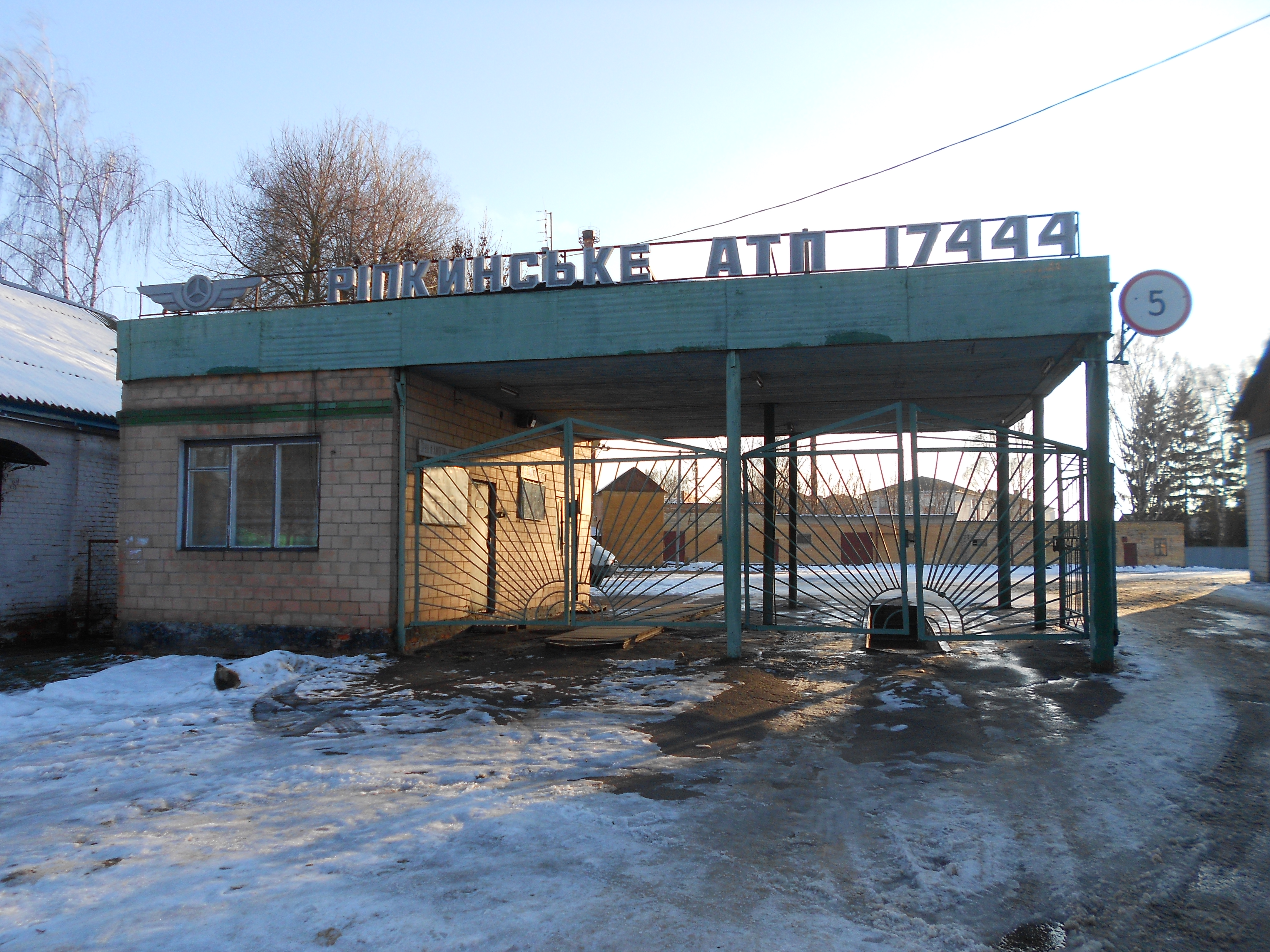
АТП
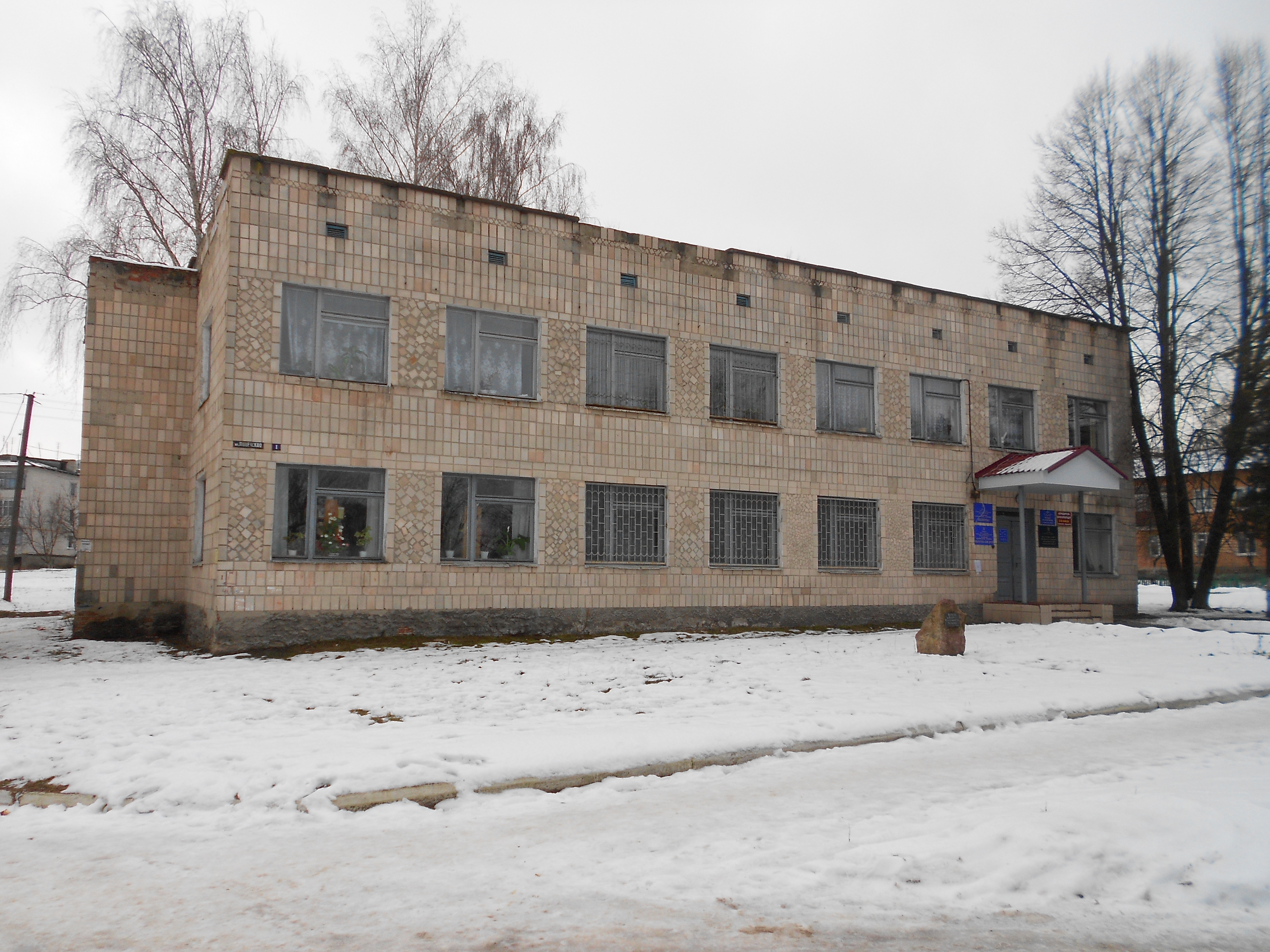
Бібліотека
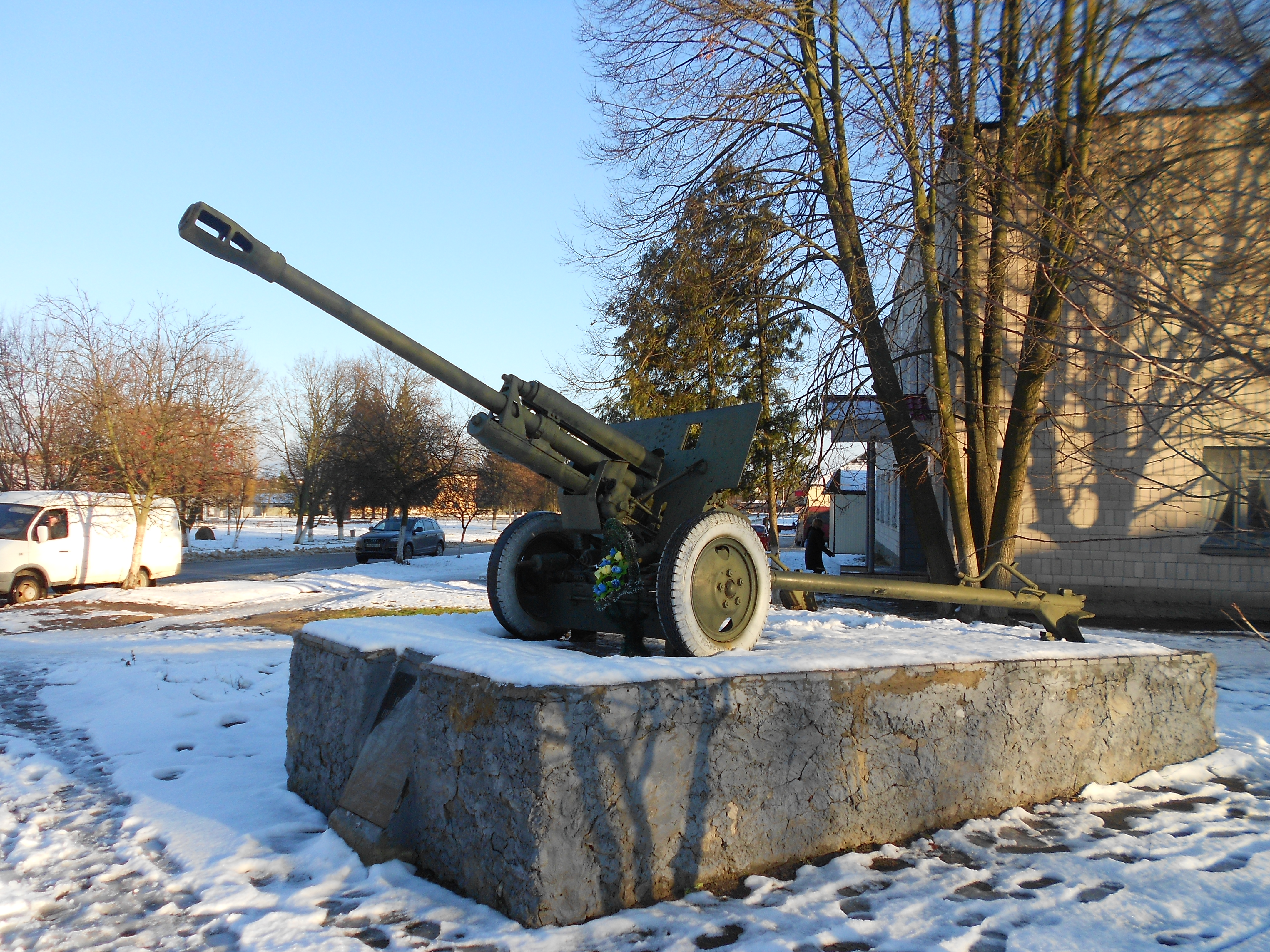
Гармата
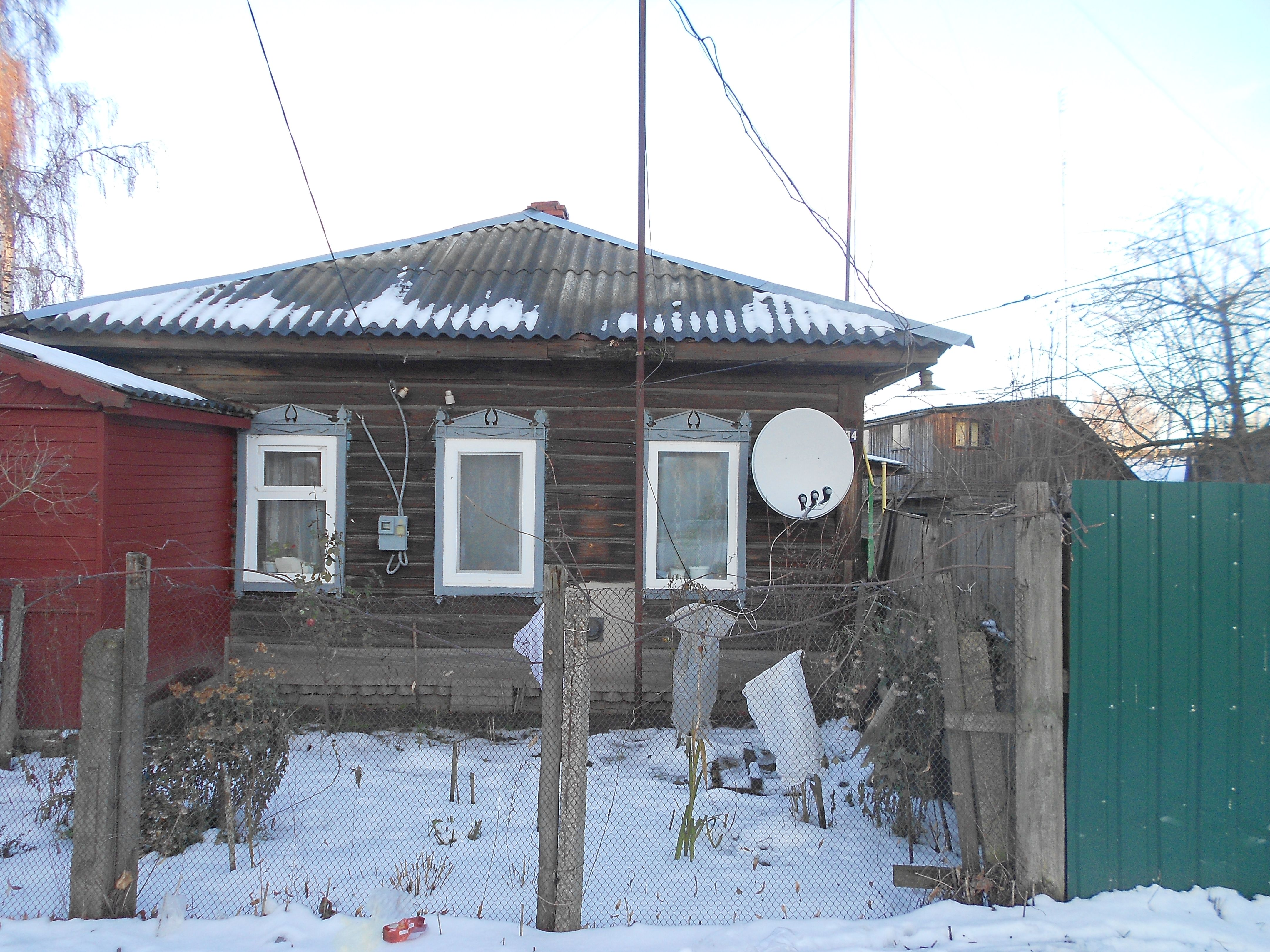
Колоритний місцевий дерев'яний будинок
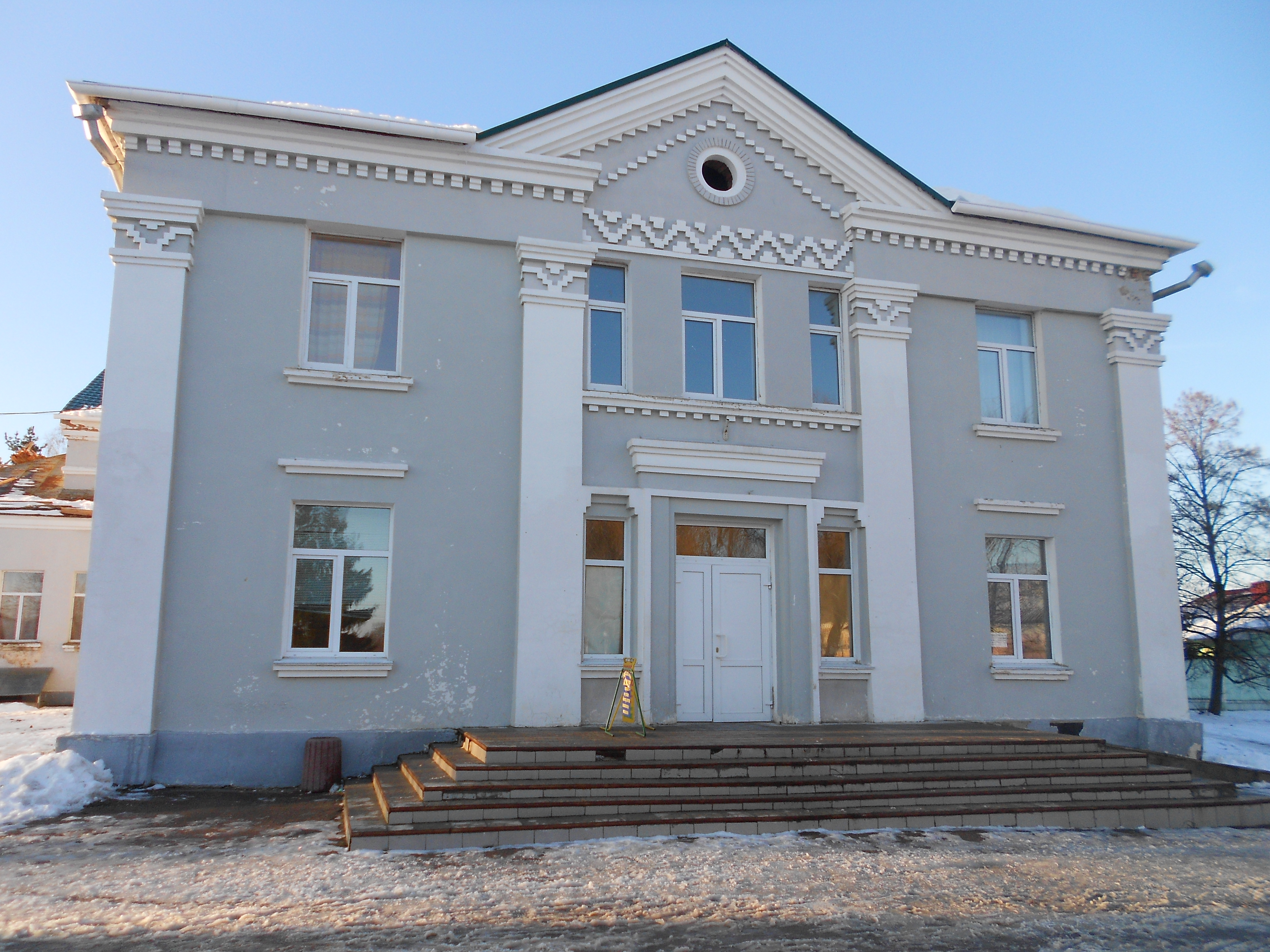
Будинок культури
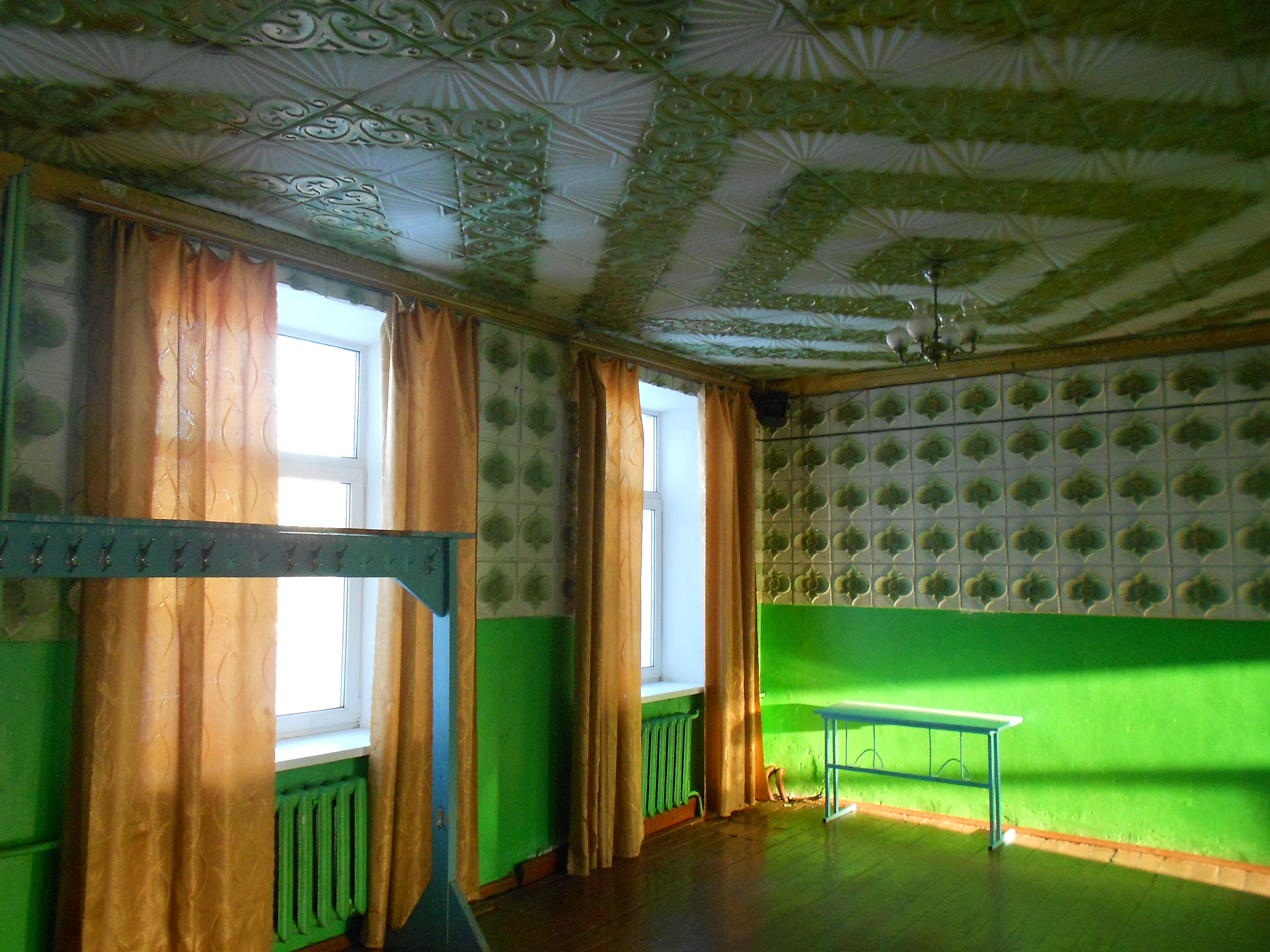
Інтер'єр будинку культури
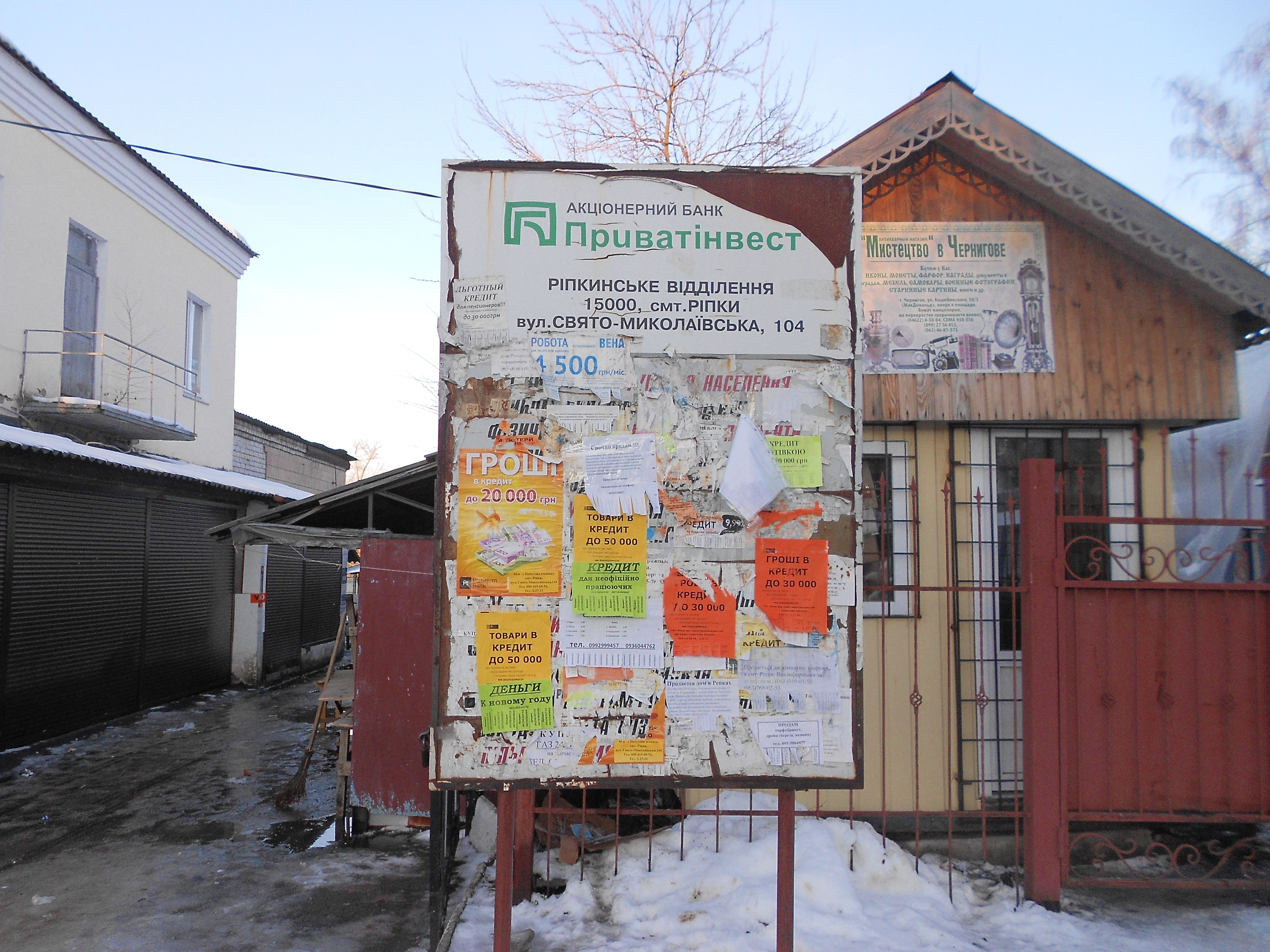
Дошка оголошень
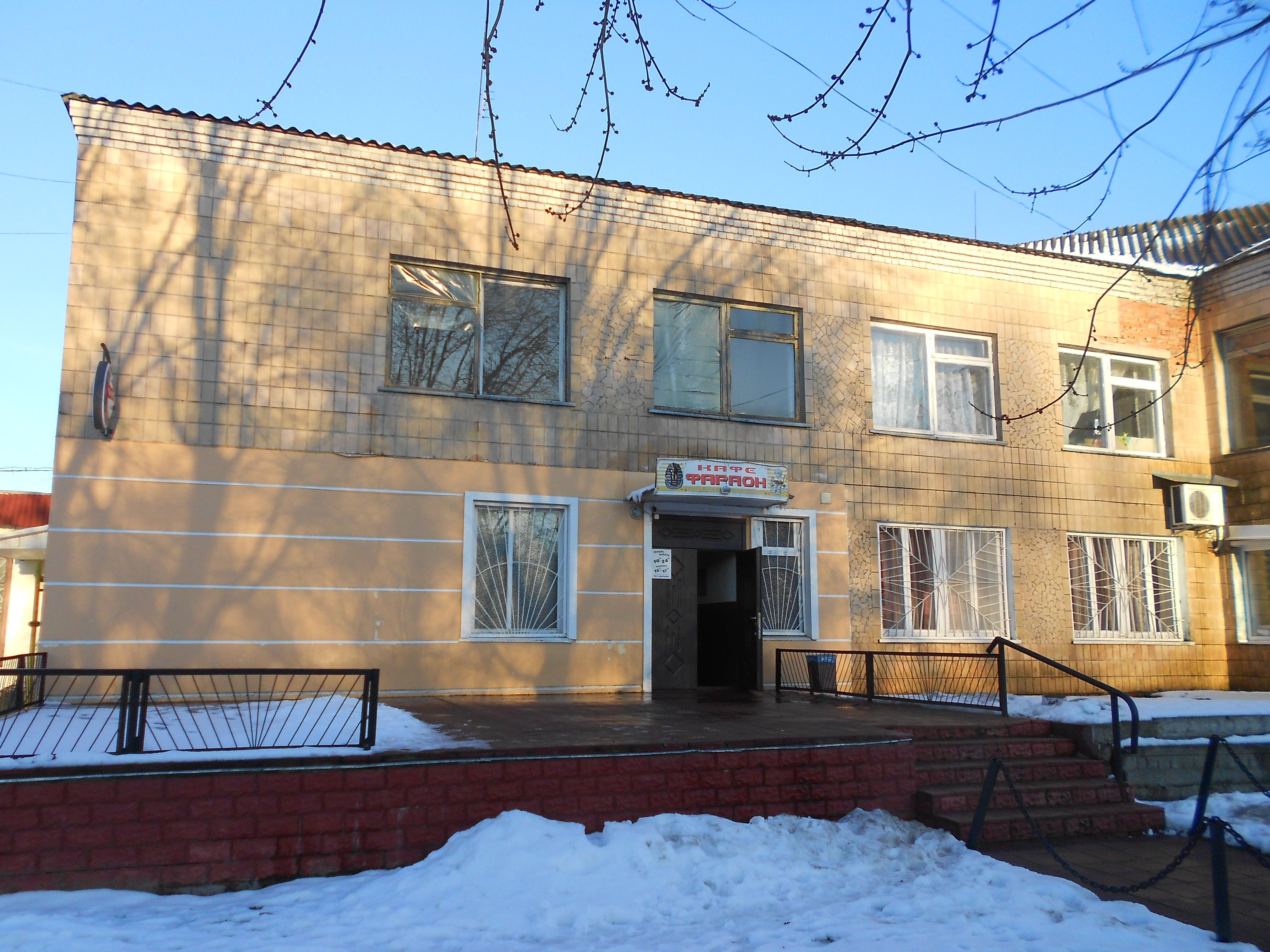
Кафе «Фараон»
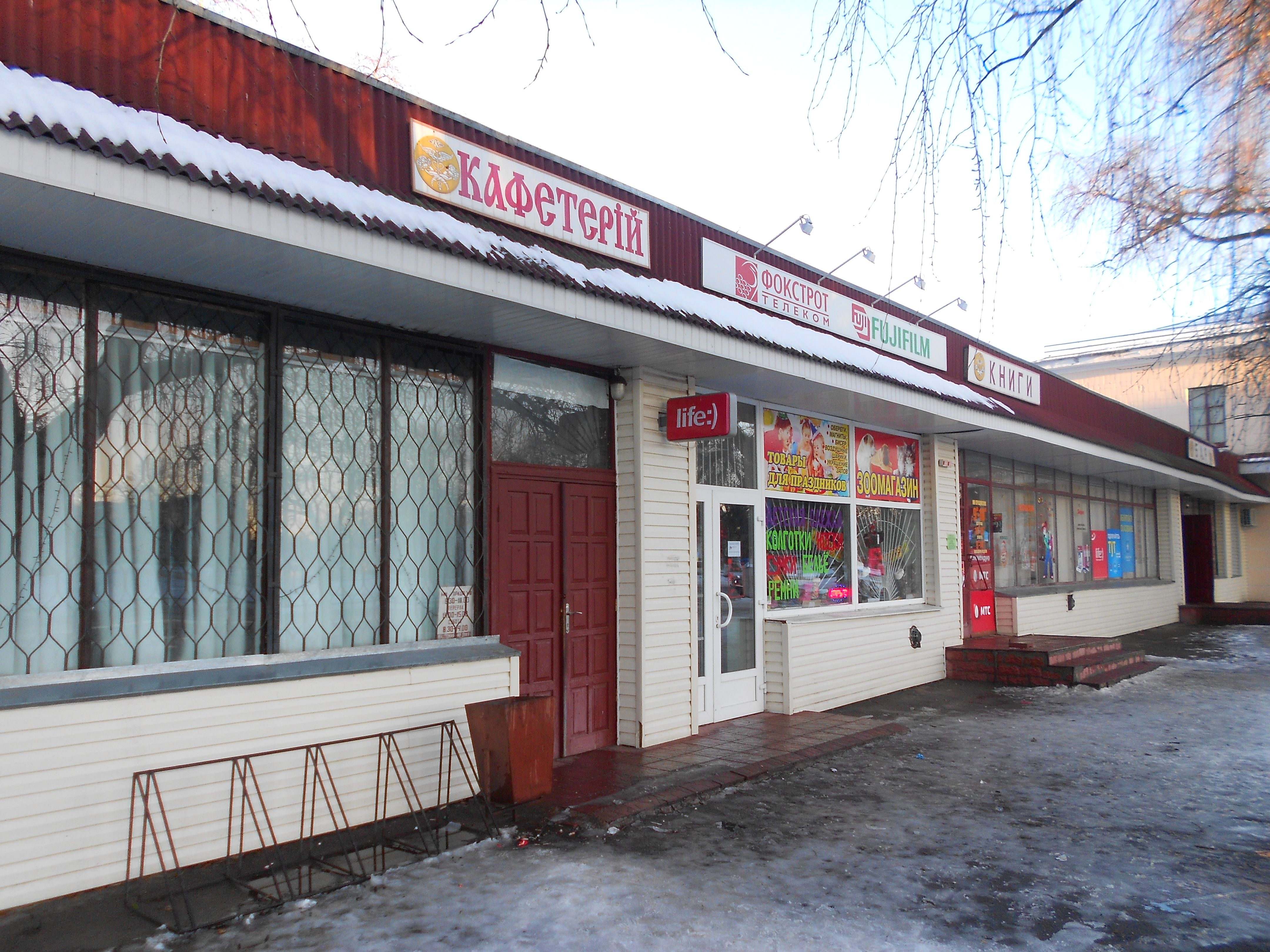
Кафетерій
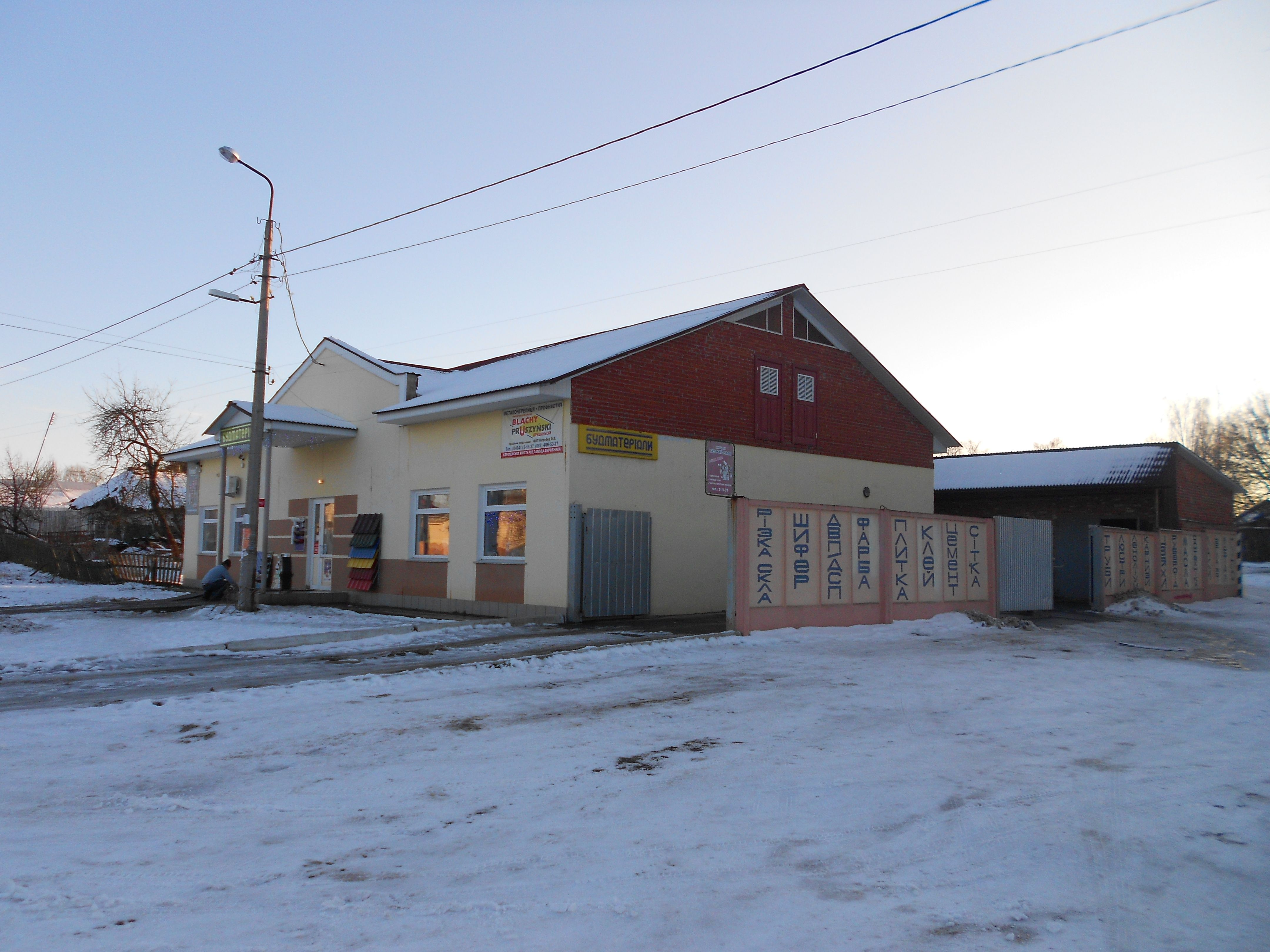
Магазин будматеріалів
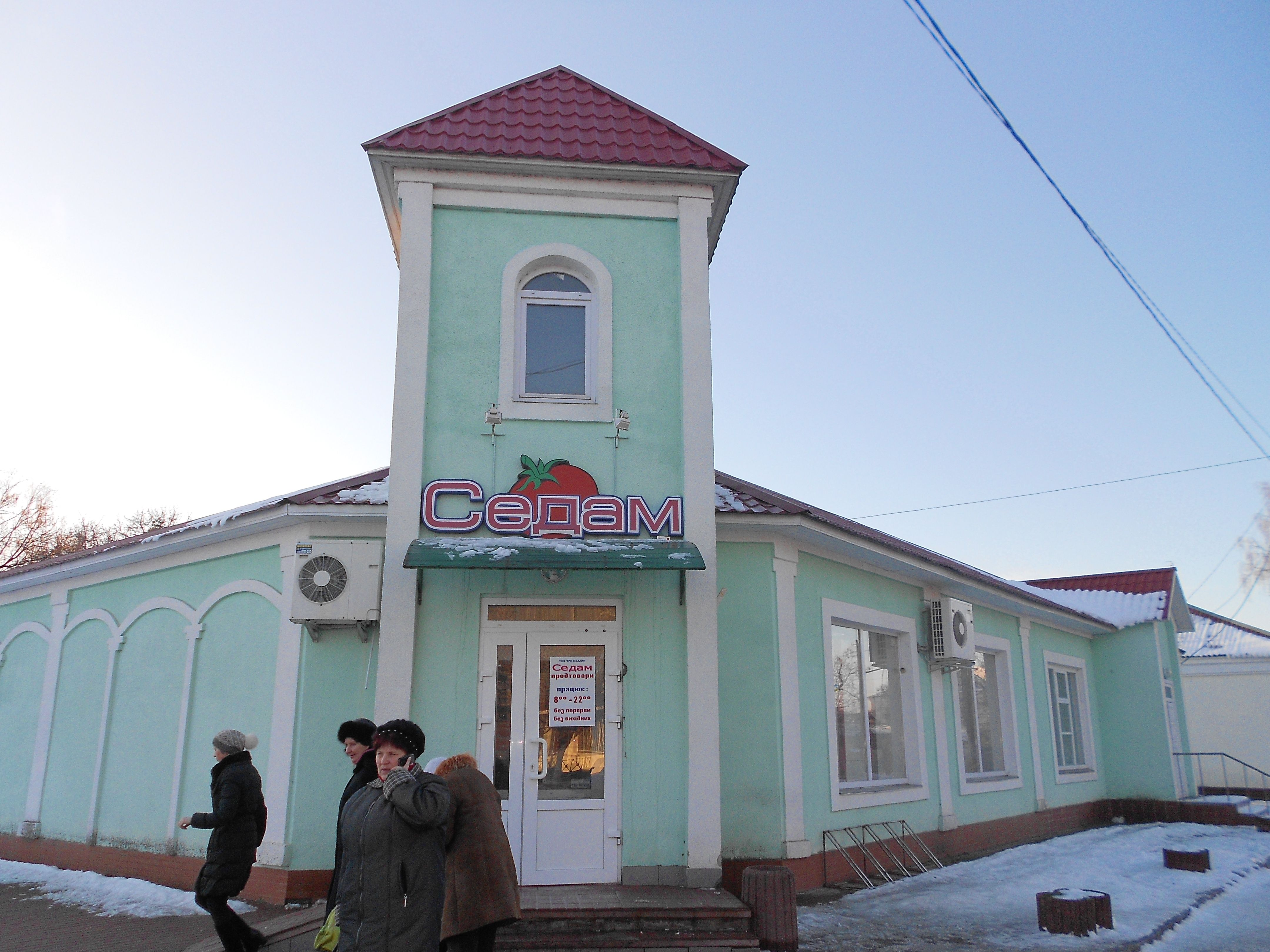
Супермаркет «Седам»
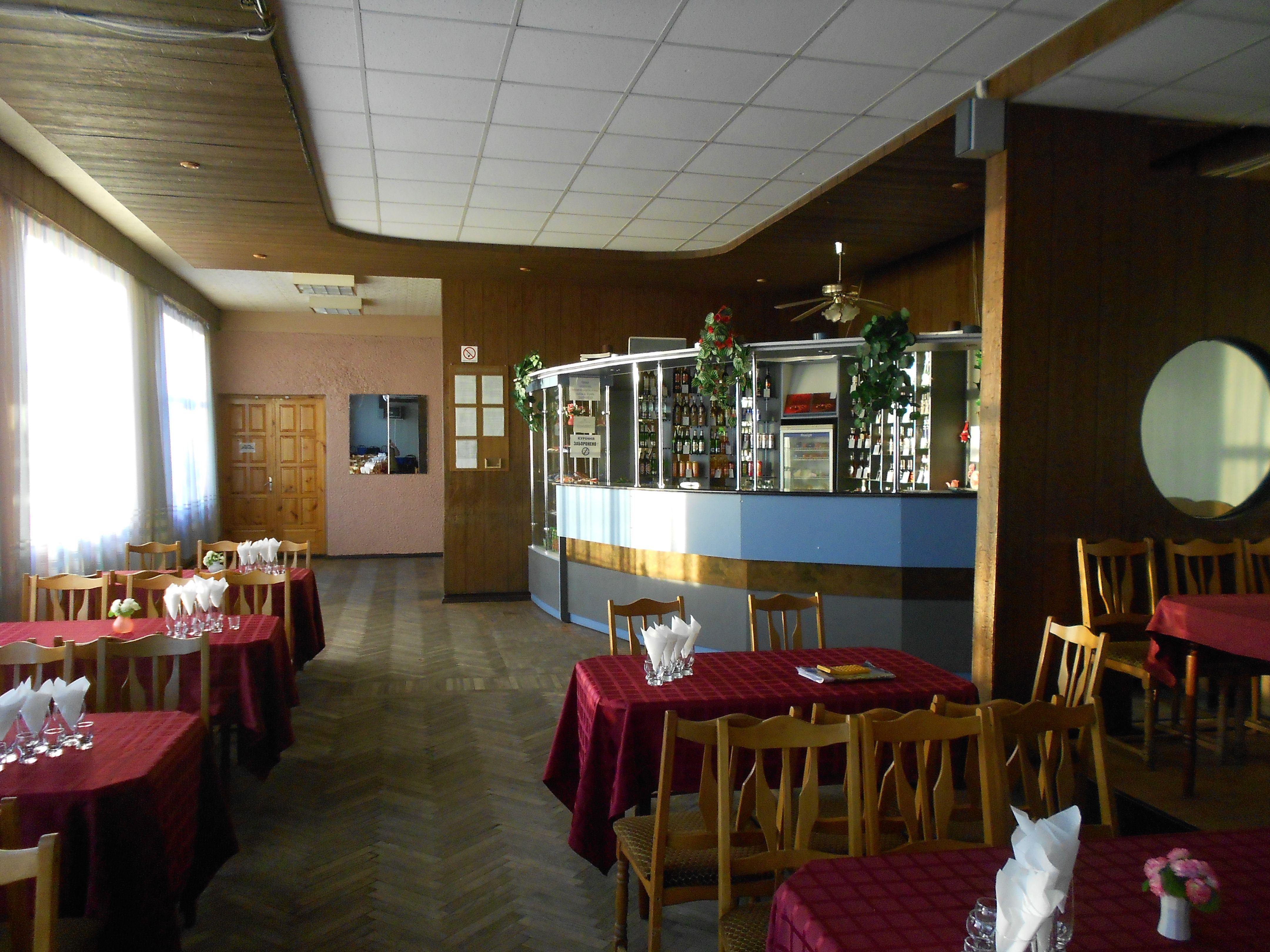
Ресторан «Полісся»
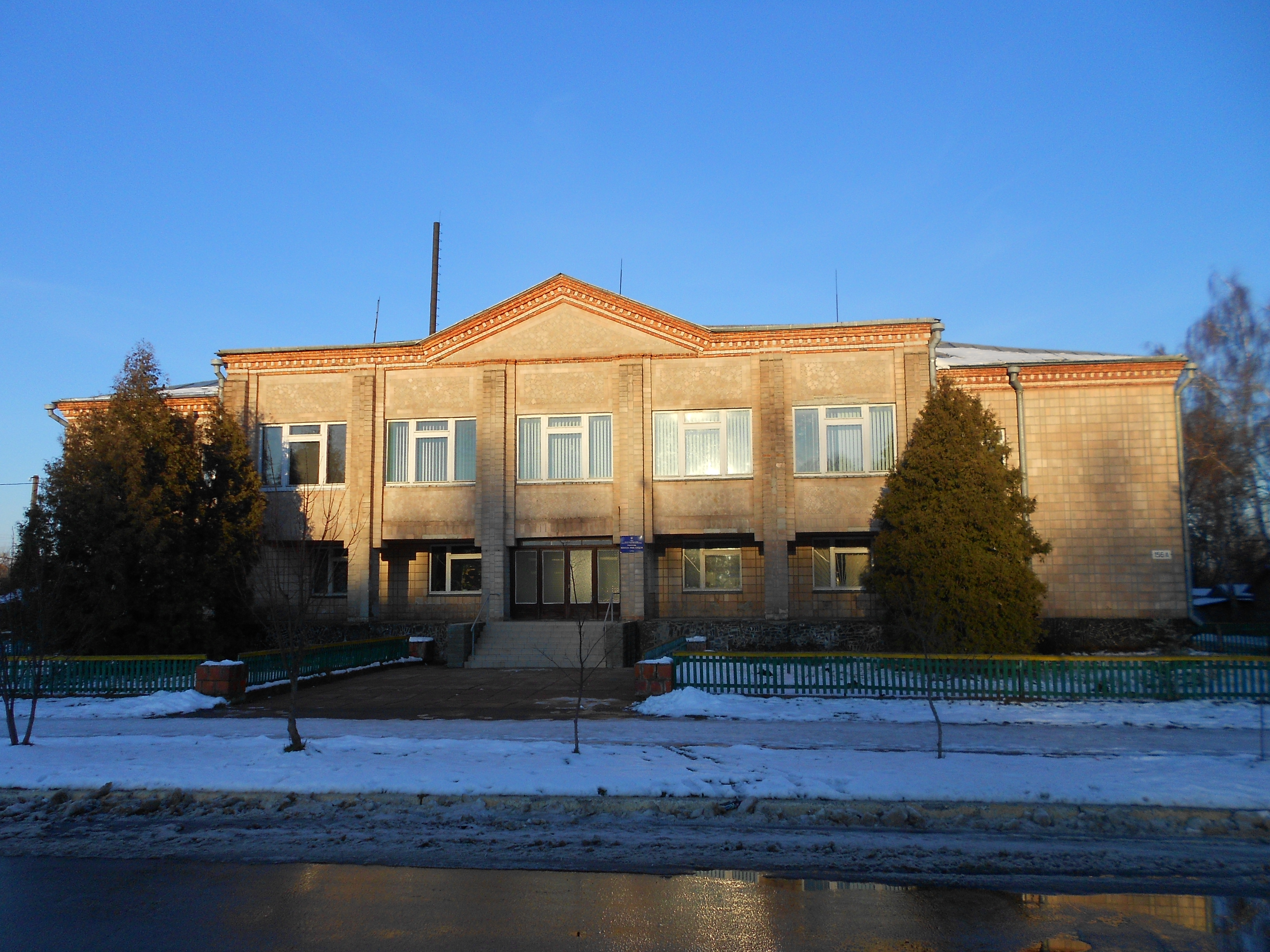
Школа мистецтв
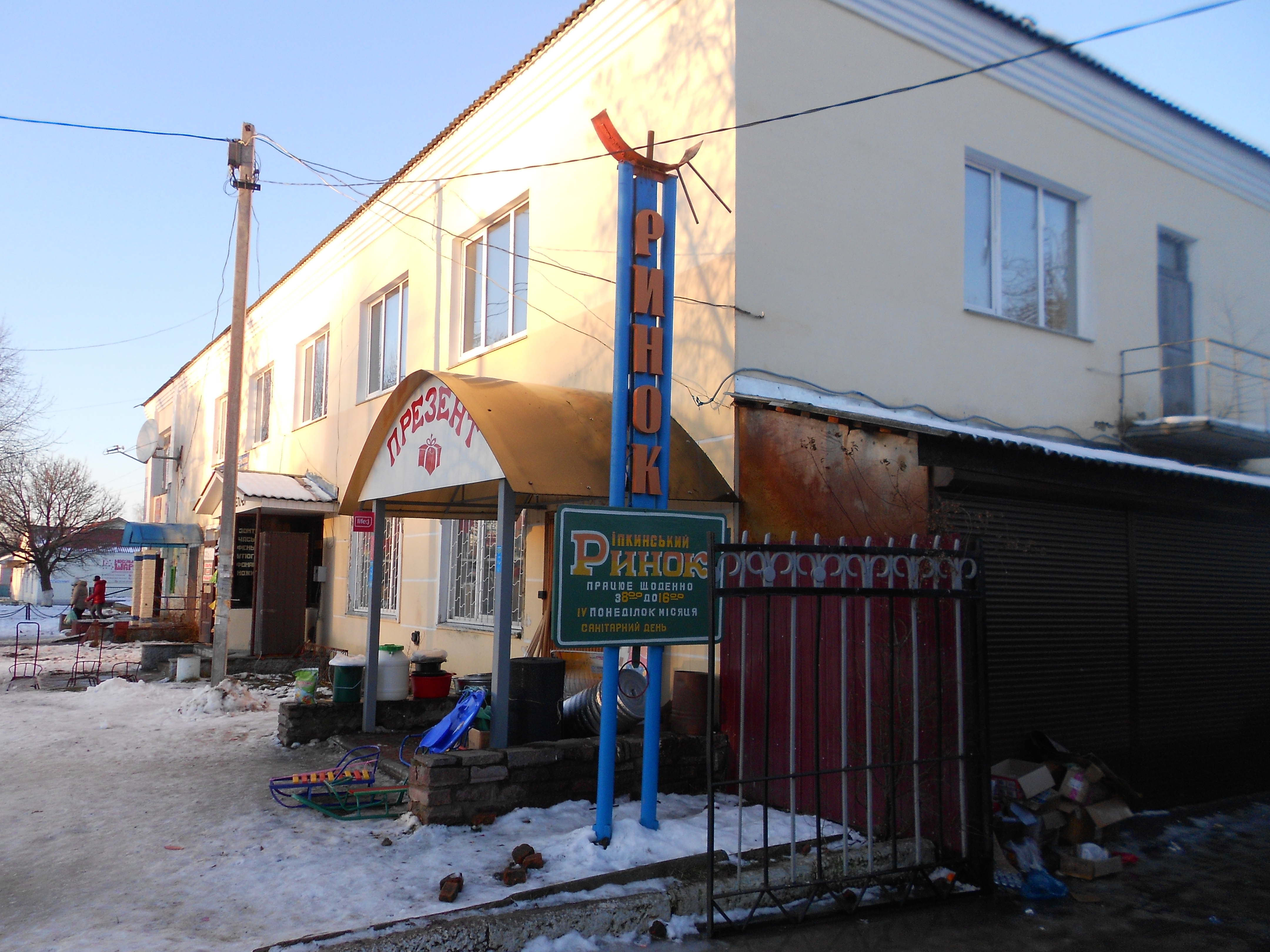
Ринок